# Гранквист, Хелена
Хеле́на Гра́нквист (швед. Helene Granqvist; род. 13 февраля 1970, Хернёсанд) — шведская кёрлингистка.
Играла на позиции первого.

## Достижения
- Чемпионат мира по кёрлингу среди женщин: бронза (1991).
- Чемпионат Европы по кёрлингу: бронза (1991).
- Чемпионат Швеции по кёрлингу среди женщин: золото (1991, 1994).[2]
- Чемпионат Швеции по кёрлингу среди смешанных команд: золото (1995).
- Чемпионат мира по кёрлингу среди юниоров: серебро (1990).
- Чемпионат Швеции по кёрлингу среди юниоров: золото (1989, 1990).

## Команды
| Сезон                                          | Четвёртый      | Третий         | Второй           | Первый           | Запасной                             | Турниры                             |
| ---------------------------------------------- | -------------- | -------------- | ---------------- | ---------------- | ------------------------------------ | ----------------------------------- |
| 1988—89                                        | Катрин Норберг | Mari Högqvist  | Хелена Гранквист | Annica Eklund    | Хелена Кланге                        | ЧШЮ 1989 · ЧМЮ 1989 (4 место)       |
| 1989—90                                        | Катрин Норберг | Mari Högqvist  | Хелена Гранквист | Annica Eklund    | Ева Эрикссон (ЧМЮ)                   | ЧШЮ 1990 · ЧМЮ 1990                 |
| 1990—91                                        | Анетте Норберг | Катрин Норберг | Анна Риндескуг   | Хелена Гранквист | Анн-Катрин Черр                      | ЧШЖ 1991 · ЧМ 1991                  |
| 1991—92                                        | Анетте Норберг | Анна Риндескуг | Катрин Норберг   | Хелена Гранквист | Анн-Катрин Черр                      | ЧЕ 1991 · ЗОИ 1992 (демо) (5 место) |
| 1993—94                                        | Анетте Норберг | Катрин Норберг | Хелена Кланге    | Хелена Гранквист |                                      | ЧШЖ 1994                            |
| 1994—95                                        | Анетте Норберг | Катрин Норберг | Хелена Кланге    | Хелена Гранквист | Элизабет Ханссон тренер: Åke Norberg | ЧЕ 1994 (5 место)                   |
| Кёрлинг среди смешанных команд (mixed curling) |                |                |                  |                  |                                      |                                     |
| 1994—95                                        | Пейя Линдхольм | Катрин Норберг | Петер Наруп      | Хелена Гранквист |                                      | ЧШСК 1995                           |

(скипы выделены полужирным шрифтом)